# Gran Premio del Belgio 2000
Il Gran Premio del Belgio 2000 è stato un Gran Premio di Formula 1 disputato il 27 agosto 2000 sul circuito di Spa-Francorchamps, in Belgio. La gara fu vinta da Mika Häkkinen su McLaren - Mercedes, davanti a Michael Schumacher su Ferrari e a Ralf Schumacher su Williams - BMW.

## Vigilia

### Aspetti sportivi
Nel precedente Gran Premio d'Ungheria, Mika Häkkinen e la McLaren - Mercedes si erano portati al primo posto nelle rispettive classifiche mondiali, fino a quel momento guidate da Michael Schumacher e dalla Ferrari. Il pilota finlandese si presentò in Belgio con un vantaggio di due punti sul rivale e di sei sul compagno di squadra Coulthard, mentre la scuderia britannica precedeva di una lunghezza quella italiana. 
Nella settimana successiva alla gara sullo Hungaroring, tutte le scuderie effettuarono delle sessioni di test, dividendosi su diversi tracciati. McLaren, Williams, Jordan, Arrows e Jaguar provarono per tre giorni a Silverstone, nei quali il collaudatore della McLaren Olivier Panis risultò sempre il più veloce. Ferrari, Sauber, BAR e Minardi optarono per il circuito del Mugello; la scuderia di Maranello effettuò in parallelo anche dei test sul proprio Circuito di Fiorano, alcuni dei quali con la pista artificialmente bagnata. Prost e Benetton scelsero infine di prepararsi in solitaria, la prima all'Autodromo di Monza e la seconda al circuito di Danielson.

### Aspetti tecnici
Ferrari e Williams furono le squadre che portarono il maggior numero di novità sul tracciato belga. La scuderia italiana montò per le qualifiche una versione evoluta del proprio V10 e provò un nuovo alettone anteriore, che fu però scartato per la gara. La Williams, invece, collaudò durante le prove dei nuovi scarichi e un nuovo profilo estrattore, il cui debutto in gara era previsto per gli ultimi due Gran Premi stagionali. Le altre scuderie si limitarono a degli affinamenti di dettaglio delle proprie monoposto.

## Prove libere

### Risultati
I tempi migliori della prima sessione di prove libere di venerdì furono i seguenti:
| Pos | Nº | Pilota             | Costruttore          | Tempo    |
| --- | -- | ------------------ | -------------------- | -------- |
| 1   | 2  | David Coulthard    | McLaren - Mercedes   | 1'53"398 |
| 2   | 3  | Michael Schumacher | Ferrari              | 1'54"226 |
| 3   | 6  | Jarno Trulli       | Jordan - Mugen Honda | 1'54"666 |

I tempi migliori della seconda sessione di prove libere di venerdì furono i seguenti:
| Pos | Nº | Pilota          | Costruttore        | Tempo    |
| --- | -- | --------------- | ------------------ | -------- |
| 1   | 2  | David Coulthard | McLaren - Mercedes | 1'53"398 |
| 2   | 1  | Mika Häkkinen   | McLaren - Mercedes | 1'53"919 |
| 3   | 8  | Johnny Herbert  | Jaguar - Cosworth  | 1'53"945 |

I tempi migliori delle sessioni di prove libere di sabato mattina furono i seguenti:
| Pos | Nº | Pilota        | Costruttore          | Tempo    |
| --- | -- | ------------- | -------------------- | -------- |
| 1   | 1  | Mika Häkkinen | McLaren - Mercedes   | 1'51"043 |
| 2   | 10 | Jenson Button | Williams - BMW       | 1'51"367 |
| 3   | 6  | Jarno Trulli  | Jordan - Mugen Honda | 1'51"545 |

## Qualifiche

### Resoconto
Mika Häkkinen dominò le qualifiche e conquistò la ventiseiesima pole position in carriera. Il pilota della McLaren fece la differenza soprattutto nel terzo settore del tracciato belga, infliggendo ben sette decimi di distacco al secondo classificato Jarno Trulli. Il pilota italiano, già competitivo nelle prove libere, bissò il miglior risultato stagionale ottenuto a Monaco e precedette di appena 5 millesimi di secondo il debuttante Jenson Button. I principali rivali di Häkkinen per il titolo, Michael Schumacher e David Coulthard, dovettero accontentarsi del quarto e del quinto posto, a quasi un secondo di distacco: il pilota tedesco non riuscì a trovare un buon assetto per la sua Ferrari, mentre Coulthard perse tempo per un'incomprensione con Frentzen e lamentò una scarsa aderenza degli pneumatici nel suo ultimo tentativo lanciato.
Ralf Schumacher fece segnare il sesto tempo, precedendo Jacques Villeneuve e Heinz-Harald Frentzen, al quale il miglior tempo era stato cancellato per aver tagliato la chicane Bus Stop. Johnny Herbert conquistò la nona posizione davanti a Rubens Barrichello, insoddisfatto dell'assetto della sua Ferrari come il compagno di squadra Schumacher e autore di un testacoda nel suo tentativo migliore. Entrambi i piloti della Benetton accusarono problemi al motore durante le qualifiche, dovendo dividersi il muletto: Fisichella ottenne l'undicesimo tempo nell'unico tentativo a sua disposizione, mentre Alexander Wurz si piazzò solo diciannovesimo.

### Risultati
| Pos | No | Pilota                | Costruttore          | Tempo    | Distacco |
| --- | -- | --------------------- | -------------------- | -------- | -------- |
| 1   | 1  | Mika Häkkinen         | McLaren - Mercedes   | 1'50"646 |          |
| 2   | 6  | Jarno Trulli          | Jordan - Mugen Honda | 1'51"419 | +0"773   |
| 3   | 10 | Jenson Button         | Williams - BMW       | 1'51"444 | +0"798   |
| 4   | 3  | Michael Schumacher    | Ferrari              | 1'51"552 | +0"906   |
| 5   | 2  | David Coulthard       | McLaren - Mercedes   | 1'51"587 | +0"941   |
| 6   | 9  | Ralf Schumacher       | Williams - BMW       | 1'51"743 | +1"097   |
| 7   | 22 | Jacques Villeneuve    | BAR - Honda          | 1'51"799 | +1"153   |
| 8   | 5  | Heinz-Harald Frentzen | Jordan - Mugen Honda | 1'51"926 | +1"480   |
| 9   | 8  | Johnny Herbert        | Jaguar - Ford        | 1'52"242 | +1"596   |
| 10  | 3  | Rubens Barrichello    | Ferrari              | 1'52"444 | +1"798   |
| 11  | 11 | Giancarlo Fisichella  | Benetton - Playlife  | 1'52"758 | +2"112   |
| 12  | 7  | Eddie Irvine          | Jaguar - Ford        | 1'52"885 | +2"239   |
| 13  | 23 | Ricardo Zonta         | BAR - Honda          | 1'53"002 | +2"356   |
| 14  | 15 | Nick Heidfeld         | Prost - Peugeot      | 1'53"193 | +2"547   |
| 15  | 16 | Pedro Diniz           | Sauber - Petronas    | 1'53"211 | +2"454   |
| 16  | 18 | Pedro de la Rosa      | Arrows - Supertec    | 1'53"237 | +2"591   |
| 17  | 14 | Jean Alesi            | Prost - Peugeot      | 1'53"309 | +2"663   |
| 18  | 17 | Mika Salo             | Sauber - Petronas    | 1'53"357 | +2"711   |
| 19  | 12 | Alexander Wurz        | Benetton - Playlife  | 1'53"403 | +2"757   |
| 20  | 19 | Jos Verstappen        | Arrows - Supertec    | 1'53"912 | +3"276   |
| 21  | 20 | Marc Gené             | Minardi - Fondmetal  | 1'54"680 | +4"034   |
| 22  | 21 | Gastón Mazzacane      | Minardi - Fondmetal  | 1'54"784 | +4"138   |

## Warm-up

### Resoconto
Dopo due giorni di sereno, la domenica mattina fu caratterizzata dalla pioggia e il warm-up fu disputato su pista bagnata. La sessione fu interrotta da un violento incidente alla curva Stavelot di Giancarlo Fisichella, la cui Benetton si capovolse; il pilota italiano ne uscì illeso e prese parte regolarmente alla gara.

### Risultati
I tempi migliori fatti segnare nel warm up di domenica mattina furono i seguenti:
| Pos | No | Pilota             | Costruttore        | Tempo    |
| --- | -- | ------------------ | ------------------ | -------- |
| 1   | 1  | Mika Häkkinen      | McLaren - Mercedes | 2'03"392 |
| 2   | 3  | Michael Schumacher | Ferrari            | 2'03"562 |
| 3   | 10 | Jenson Button      | Williams - BMW     | 2'03"564 |

## Gara

### Resoconto

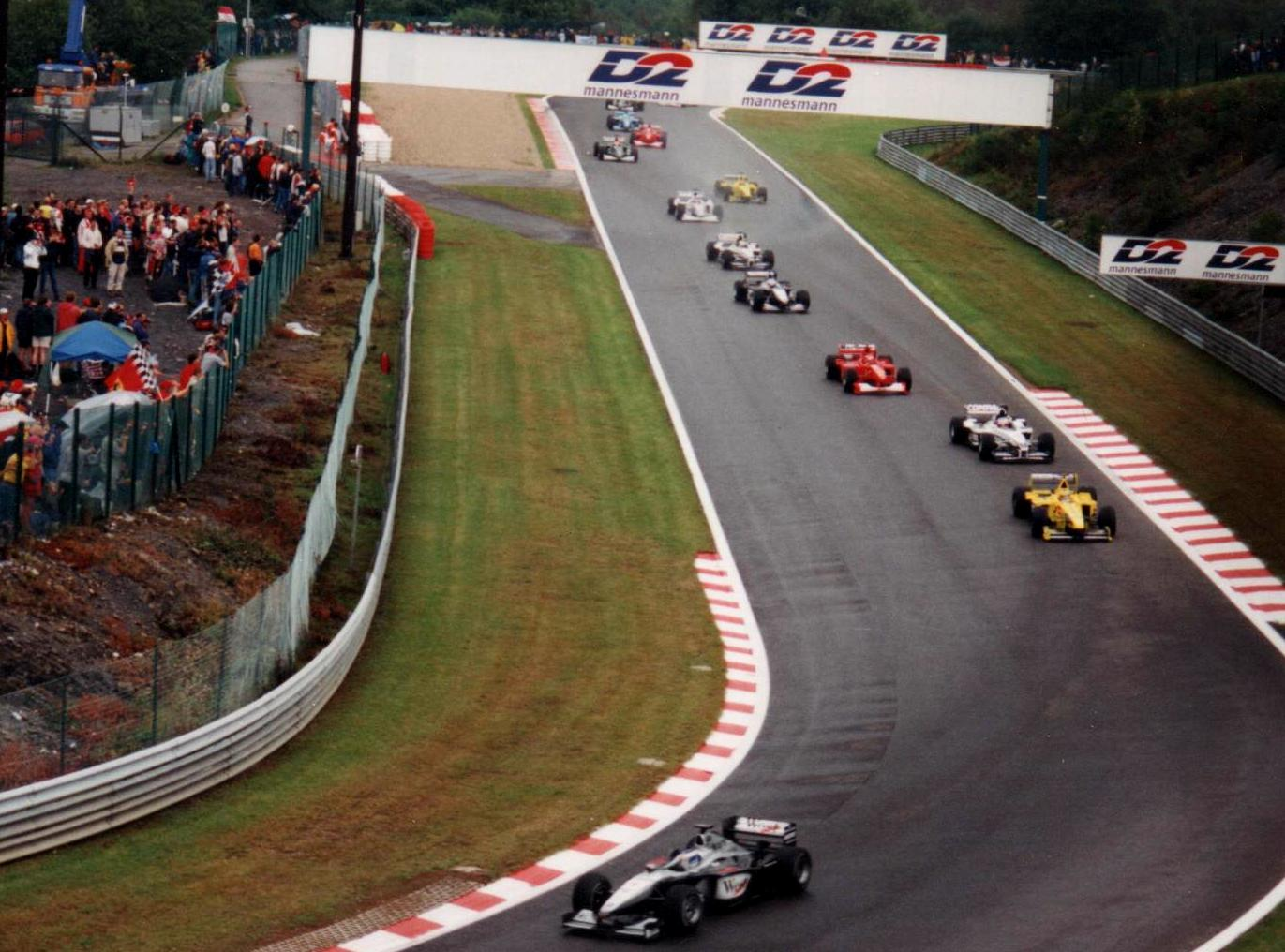
La McLaren di Häkkinen guida il gruppo nelle fasi iniziali della gara

La direzione gara decise di far partire le vetture dietro la safety car in quanto la pista era ancora bagnata a causa della pioggia caduta la domenica mattina. Dopo il via lanciato i piloti mantennero più o meno le stesse posizioni che avevano sullo schieramento, con l'unica eccezione di Diniz che, unico a partire con gomme da asciutto, precipitò in ultima posizione. Häkkinen guadagnò rapidamente un buon vantaggio su Trulli, che, partito con molta benzina, deteriorò rapidamente le gomme da bagnato, anche per via del rapido asciugarsi della pista. Il pilota italiano bloccò alle sue spalle Button e Schumacher, che nel giro di due tornate superò entrambi. Button provò a sopravanzare anch'egli il pilota della Jordan, ma sbagliò la frenata e lo toccò, costringendolo al ritiro dopo appena quattro giri. Nel frattempo Alesi, alla fine del quarto giro, fu il primo a montare pneumatici da asciutto, seguito due giri dopo da quasi tutti i piloti. L'ultimo a cambiare gomme fu Coulthard, che si ritrovò così in nona posizione.
Dopo i cambi gomme dietro ad Häkkinen si trovavano i fratelli Schumacher, con Michael davanti a Ralf, Alesi, la cui scelta di tempo nel cambio gomme si era rivelata vincente, Villeneuve, Barrichello, Frentzen, Coulthard e Diniz. Nel corso del tredicesimo giro il pilota finlandese, in testa con un vantaggio di circa cinque secondi, andò in testacoda alla curva veloce Stavelot dopo aver messo una ruota sulla linea bianca, ancora scivolosa. Riuscì a ripartire, ma perdendo la posizione a vantaggio di Schumacher, che si trovò al comando con un margine di cinque secondi e mezzo. Il tedesco continuò ad incrementare il proprio distacco sul rivale fino alla prima sosta, avvenuta al 22º giro. Da questo momento in poi, però, la situazione si ribaltò, con Häkkinen che cominciò progressivamente a recuperare. Più indietro, Coulthard sopravanzò Frentzen solo ai box, mentre Barrichello rimontò fino al quarto posto e fece segnare anche il giro più veloce, ma rimase addirittura senza benzina nel corso del 33º giro, proprio all'inizio della pit lane. Un giro prima si era ritirato anche Alesi, sesto.
Al 36º giro, mentre Coulthard superava Button conquistando la quarta posizione, Häkkinen aveva ormai raggiunto Schumacher. Il pilota finlandese provò un primo attacco al 40º giro sul rettilineo del Kemmel, ma venne chiuso in modo molto deciso dal rivale, che lo spinse sull'erba. Al giro successivo, i due si ritrovarono davanti, nello stesso punto, la BAR del doppiato Zonta. Avvicinandosi alla staccata in fondo al rettilineo, Schumacher passò il brasiliano all'esterno, ma Häkkinen, sfruttandone fino all'ultimo la scia, si gettò all'interno, sopravanzando entrambi con un doppio sorpasso che viene considerato tra i più belli della storia della Formula 1. Il pilota finlandese andò quindi a vincere davanti Michael e Ralf Schumacher, che portò il secondo podio dell'anno alla Williams - BMW. A punti giunsero anche Coulthard, Button e Frentzen. In Campionato, Häkkinen e la McLaren aumentarono il proprio vantaggio su Schumacher e sulla Ferrari. La Williams consolidò la propria terza posizione, mentre la Jordan superò la BAR al quinto posto in classifica.

### Risultati
| Pos      | No | Pilota                | Costruttore          | Giri | Tempo/Ritiro e posizione al ritiro | Partenza | Punti |
| -------- | -- | --------------------- | -------------------- | ---- | ---------------------------------- | -------- | ----- |
| 1        | 1  | Mika Häkkinen         | McLaren - Mercedes   | 44   | 1h28'14"494                        | 1        | 10    |
| 2        | 3  | Michael Schumacher    | Ferrari              | 44   | +1"104                             | 4        | 6     |
| 3        | 9  | Ralf Schumacher       | Williams - BMW       | 44   | +38"096                            | 6        | 4     |
| 4        | 2  | David Coulthard       | McLaren - Mercedes   | 44   | +43"281                            | 5        | 3     |
| 5        | 10 | Jenson Button         | Williams - BMW       | 44   | +49"914                            | 3        | 2     |
| 6        | 5  | Heinz-Harald Frentzen | Jordan - Mugen Honda | 44   | +55"984                            | 8        | 1     |
| 7        | 22 | Jacques Villeneuve    | BAR - Honda          | 44   | +1'12"380                          | 7        |       |
| 8        | 8  | Johnny Herbert        | Jaguar - Ford        | 44   | +1'27"808                          | 9        |       |
| 9        | 17 | Mika Salo             | Sauber - Petronas    | 44   | +1'28"670                          | 18       |       |
| 10       | 7  | Eddie Irvine          | Jaguar - Ford        | 44   | +1'31"555                          | 12       |       |
| 11       | 16 | Pedro Diniz           | Sauber - Petronas    | 44   | +1'34"123                          | 15       |       |
| 12       | 23 | Ricardo Zonta         | BAR - Honda          | 43   | + 1 giro                           | 13       |       |
| 13       | 12 | Alexander Wurz        | Benetton - Playlife  | 43   | + 1 giro                           | 19       |       |
| 14       | 20 | Marc Gené             | Minardi - Fondmetal  | 43   | + 1 giro                           | 21       |       |
| 15       | 19 | Jos Verstappen        | Arrows - Supertec    | 43   | + 1 giro                           | 20       |       |
| 16       | 18 | Pedro de la Rosa      | Arrows - Supertec    | 42   | + 2 giri                           | 16       |       |
| 17       | 21 | Gastón Mazzacane      | Minardi - Fondmetal  | 42   | + 2 giri                           | 22       |       |
| Ritirato | 4  | Rubens Barrichello    | Ferrari              | 32   | Benzina (4°)                       | 10       |       |
| Ritirato | 14 | Jean Alesi            | Prost - Peugeot      | 32   | Pompa benzina (6°)                 | 17       |       |
| Ritirato | 15 | Nick Heidfeld         | Prost - Peugeot      | 12   | Motore (17°)                       | 14       |       |
| Ritirato | 11 | Giancarlo Fisichella  | Benetton - Playlife  | 8    | Noie elettriche (16°)              | 13       |       |
| Ritirato | 6  | Jarno Trulli          | Jordan - Mugen Honda | 4    | Collisione con J.Button (3°)       | 2        |       |

## Classifiche

### Piloti
| Pos. | Pilota                | Punti |
| ---- | --------------------- | ----- |
| 1    | Mika Häkkinen         | 74    |
| 2    | Michael Schumacher    | 68    |
| 3    | David Coulthard       | 61    |
| 4    | Rubens Barrichello    | 49    |
| 5    | Ralf Schumacher       | 20    |
| 6    | Giancarlo Fisichella  | 18    |
| 7    | Jacques Villeneuve    | 11    |
| 8    | Jenson Button         | 10    |
| 9    | Heinz-Harald Frentzen | 7     |
| 10   | Jarno Trulli          | 6     |
| 10   | Mika Salo             | 6     |
| 12   | Eddie Irvine          | 3     |
| 13   | Jos Verstappen        | 2     |
| 13   | Pedro de la Rosa      | 2     |
| 15   | Ricardo Zonta         | 1     |

### Costruttori
| Pos. | Team                 | Punti |
| ---- | -------------------- | ----- |
| 1    | McLaren - Mercedes   | 125   |
| 2    | Ferrari              | 117   |
| 3    | Williams - BMW       | 30    |
| 4    | Benetton - Playlife  | 18    |
| 5    | Jordan - Mugen Honda | 13    |
| 6    | BAR - Honda          | 12    |
| 7    | Sauber - Petronas    | 6     |
| 8    | Arrows - Supertec    | 4     |
| 9    | Jaguar - Ford        | 3     |